# The Voorman Problem
The Voorman Problem (deutsch „Das Voorman-Problem“) ist ein 13-minütiger britischer Kurzfilm der Produktionsfirma Honlodge Productions in Zusammenarbeit mit Pipedream Pictures (UK) aus dem Jahr 2012. Regie führte Mark Gill, der auch gemeinsam mit Baldwin Li das Drehbuch schrieb. Der Film ist eine Teil-Adaption des Romans number9dream von David Mitchell. Produzent Lee Thomas lässt außerdem einen vollständigen Film zum Buch drehen. The Voorman Problem wurde für den Oscar 2014 in der Kategorie Bester Kurzfilm nominiert. Zuvor war er bereits für die British Academy Film Awards 2013 nominiert. Hauptdarsteller sind Martin Freeman und Tom Hollander.

## Handlung
Dr. Williams wird durch den Gouverneur Bentley als Gefängnispsychologe angestellt, da der „Krieg im Osten“ einen Mangel an Ärzten zur Folge hat. Dr. Williams wird über das Voorman-Problem informiert; bei Voorman handelt es sich um einen Gefängnisinsassen, der von sich überzeugt ist, er wäre Gott, und die anderen Insassen dazu gebracht hat, ihn den gesamten Tag singend anzubeten. Es bleibt unklar, weshalb Voorman im Gefängnis einsitzt.
Dr. Williams befragt in einer verschlossenen Zelle den mit einer Zwangsjacke befestigten Voorman. Gelassen erklärt ihm Voorman, er sei Gott und dass er die Welt vor genau neun Tagen erschaffen habe. Auf den Einwand des Arztes schlägt der Gefangene ein Gedankenexperiment vor. Zum Beweis, dass er Gott ist, will er Belgien auslöschen.
Zu Hause berichtet der frustrierte Dr. Williams seiner Ehefrau von dem Fall. Er bringt dabei lachend mit ein, Voorman wolle Belgien auslöschen. Die Ehefrau ist verwirrt, da sie Belgien nicht kennt. Dr. Williams versucht seiner Frau das Land in einem Atlas zu zeigen, muss jedoch feststellen, dass Belgien verschwunden ist und durch ein Gewässer namens „Walloon Lagoon“ (Wallonische Meeresbucht) ersetzt wurde.
Zurück im Gefängnis ist Dr. Williams aufgrund des fehlenden Belgien verdutzt, verweigert jedoch seinen Glauben in Voormans Göttlichkeit. Voorman gibt an, er sei von seinem Dasein als Gott erschöpft und schlägt vor, dass er und Dr. Williams ihre Plätze tauschen, sodass Dr. Williams Gott und Voorman der Psychiater sein soll. In dieser Vorstellung finden sich Voorman als gut gekleideter Arzt und Dr. Williams zerzaust und mit Zwangsjacke. Dr. Williams ruft nach den Wärtern und Voorman verlässt den Raum mit der Bemerkung, das Rufen hätte keinen Nutzen. Als Voorman Dr. Williams verlässt, rät er ihm, „ein Auge auf Nordkorea zu haben“.
Am Ende des Films verlässt Voorman den Raum unter immer lauter werdenden Gesängen der Mitgefangenen.

## Hintergrund
Der Film wurde erstmals am 22. September 2012 auf dem Calgary International Film Festival im kanadischen Calgary gezeigt. Die Erstveröffentlichung in den Vereinigten Staaten fand am 22. April 2013 auf dem Newport Beach Film Festival im kalifornischen Newport Beach statt.

## Auszeichnungen und Nominierungen
- 2013: Nominierung für den BAFTA Award in der Kategorie Bester Kurzfilm
- 2014: Nominierung für den Oscar in der Kategorie Bester Kurzfilm